# Silva Kani
Ayi Silvain Kangni-Soukpe, bekannt als Silva Kani, (hebräisch איי סילבה קאנגני סוקפה; * 15. Mai 2003) ist ein togoischer Fußballspieler.

## Karriere
Kani begann seine Karriere bei Bne Jehuda Tel Aviv. Im Juni 2020 debütierte er bei seinem Kaderdebüt für die Profis von Bne Jehuda gegen Hapoel Hadera in der Ligat ha’Al. Nach seiner Einwechslung in Minute 60 erzielte er in Minute 70 auch direkt sein erstes Tor als Profi. Bis zum Ende der Saison 2019/20 kam er zu sechs Einsätzen, in denen er zweimal traf. In der Saison 2020/21 absolvierte er sechs Partien, ehe er im März 2021 an den Drittligisten Hakoah Amidar Ramat Gan verliehen wurde. Zur Saison 2021/22 kehrte er wieder zu Bne Jehuda zurück, das in seiner Abwesenheit allerdings in die Liga Leumit abgestiegen war. In der zweiten Liga machte er in seiner ersten Saison 13 Spiele und traf einmal. In der Saison 2022/23 kam er zu 25 Einsätzen, in denen er acht Tore machte.
Zur Saison 2023/24 wechselte Kani zum österreichischen Bundesligisten FK Austria Wien, bei dem er einen bis Juni 2027 laufenden Vertrag erhielt. Im September 2023 wurde er zusätzlich zu seiner Tätigkeit bei der Austria als Kooperationsspieler beim Zweitligisten SV Stripfing gemeldet. Für die Austria absolvierte er vier Spiele in der Bundesliga, während er für Stripfing zu 16 Einsätzen in der 2. Liga kam.
Zur Saison 2024/25 kehrte Kani nach Israel zurück und wechselte zu Beitar Jerusalem.